# Stazione di Carpinone
Stazione di Carpinone vasútállomás Olaszországban, Molise régióban, Carpinone településen.

## Vasútvonalak
Az állomást az alábbi vasútvonalak érintik:
- Termoli–Venafro-vasútvonal
- Sulmona–Carpinone-vasútvonal

## Kapcsolódó állomások
A vasútállomáshoz az alábbi állomások vannak a legközelebb: 
- Stazione di Santa Maria del Molise
- Stazione di Pettoranello
- Stazione di Sessano del Molise